# Verstaatlichungen in der DDR 1972

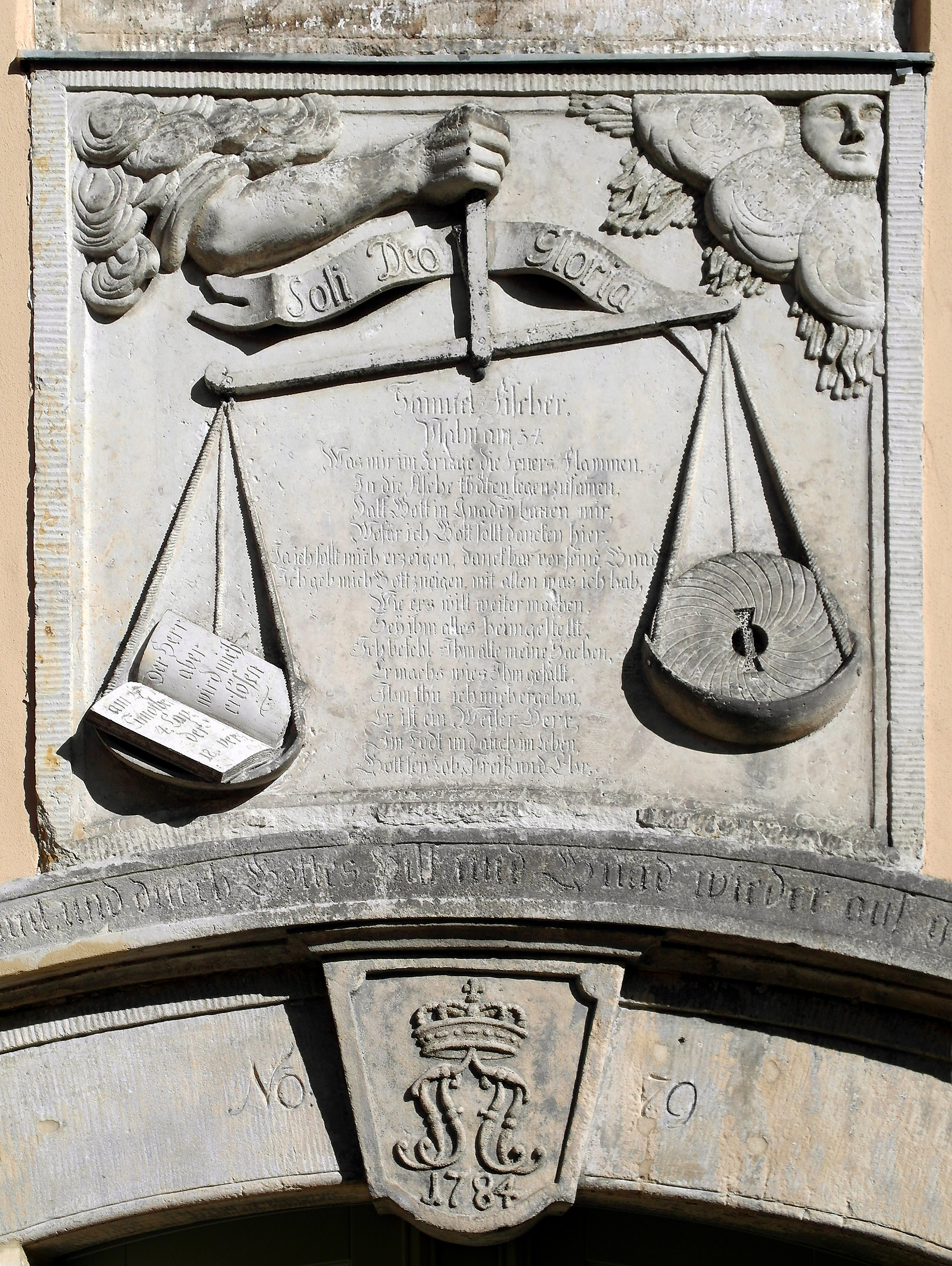
Walzenmühle Coßmannsdorf, Relief

Die Verstaatlichungen in der DDR 1972 waren eine zwangsweise Umwandlung von etwa 11.000 privaten klein- und mittelständischen Unternehmen, sowie halbstaatlicher Betriebe mit mehr als 10 Mitarbeitern in Volkseigene Betriebe. Sie wurden nach einem Beschluss des Politbüros der SED im Frühjahr 1972 kurzfristig durchgeführt.

## Vorgeschichte
Seit 1945 wurden tausende Industriebetriebe und Unternehmen in der Sowjetischen Besatzungszone enteignet. Viele ehemalige Eigentümer siedelten in den Westen über. Auch nach der Gründung der DDR wurde weiter massiv gegen private Unternehmen vorgegangen, einige Eigentümer  wurden unter oft fadenscheinigen Gründen zu längeren Haftstrafen verurteilt. Dennoch blieben viele kleine und mittelständische Unternehmen, meist mit langer Familientradition, erhalten. Nach dem Volksaufstand vom 17. Juni 1953 wurden viele der verhafteten Unternehmer wieder freigelassen und erhielten ihre Betriebe zurück.
1956 wurden mit den Betrieben mit staatlicher Beteiligung gemischte Eigentumsformen geschaffen. Bei diesen übernahmen staatliche Einrichtungen einen Teil der Unternehmensanteile. Sie leisteten zusätzliche finanzielle Unterstützungen, was die Betriebe wirtschaftlich sicherer machte. Die  bisherigen Eigentümer konnten aber weiter über kleinere unternehmerische Fragen selbstständig bestimmen, nur bei größeren Vorhaben mussten sie sich den Entscheidungen der staatlichen Organe beugen.  Einige dieser halbstaatlichen Betriebe hatten eine gute wirtschaftliche Entwicklung, wie zum Beispiel der Modeunternehmer Heinz Bormann.
Nach der Machtübernahme von Erich Honecker als neuem Ersten Sekretär des ZK der SED 1971 änderte sich diese wirtschaftspolitische Grundausrichtung in der DDR bald. Bereits bei einer ZK-Tagung am 17. Dezember 1971 schimpfte er auf die kapitalistischen Betriebe.

## Ablauf
Am 13. Januar 1972 traf sich  Erich Honecker mit Vertretern der Blockparteien CDU, LDPD und NDPD und sprach mit ihnen über Pläne zur Verstaatlichung der halbstaatlichen Betriebe. Er habe dazu Vorschläge von der KPdSU-Führung in Moskau erhalten. Am 8. Februar verabschiedete das Politbüro der SED einen Beschluss zur Verstaatlichung der Betriebe mit staatlicher Beteiligung und der Produktionsgenossenschaften des Handwerks (PGH). Am 16. Februar verabschiedete der Ministerrat der DDR einen fast gleichlautenden Beschluss zu „Regelungen für Betriebe mit staatlicher Beteiligung und über Stellung und Aufgaben des Gesellschafters bei der schrittweisen Übernahme der Betriebe in Volkseigentum“, der in seinen Einzelheiten aber geheim gehalten wurde.
Danach warben auch die Blockparteien LDPD, CDU und NDPD aktiv für die Verstaatlichungen, allerdings  für eine freiwillige Übergabe. Als einer der ersten wurde dafür der bekannte Magdeburger Modeunternehmer Heinz Bormann gewonnen. Er erklärte öffentlich:

„Ich (...)  habe Dank der Entwicklung und Unterstützung unseres Staates und der Partei der Arbeiterklasse in großzügiger Weise unseren Betrieb zu einem der führenden Modehäuser unserer Republik entwickelt. Ich habe mich am heutigen Tage entschlossen, auch beim weiteren Aufbau des Sozialismus in unserer Deutschen Demokratischen Republik meinen Beitrag dadurch zu leisten, indem ich an den Staat den Antrag stelle, meinen privaten Anteil auszuzahlen, um den Betrieb in Volkseigentum zu überführen.“

Danach folgten einige weitere Unternehmer freiwillig.
Es wurde nun aber auch rigoros gegen Unternehmen vorgegangen, die sich nicht freiwillig gemeldet hatten.
Die Eigentümer  wurden kurzfristig darüber informiert. Sie hatten nur wenige Tage Zeit, die vorformulierte Einverständniserklärung  zu unterschreiben. Wenn sie einwilligten, konnten sie meist als Geschäftsführer oder Direktoren in ihren Unternehmen bleiben. Die Unternehmen wurden nach ihrem Buchwert entschädigt, meist unter ihrem tatsächlichen Wert. Das Geld wurde zunächst auf ein treuhänderisches Konto eingezahlt und konnte dann schrittweise abgehoben und verwendet werden.
Ausgenommen von der Verstaatlichung waren (in der Regel) nur Betriebe mit maximal fünf Mitarbeitern. Größter privater Betrieb in der DDR war 1989 das Forschungsinstitut Manfred von Ardenne mit etwa 500 Mitarbeitern mit Sitz in Dresden.

## Betroffene Unternehmen (Beispiele)
- Heinz Bormann (Modeschöpfer), Magdeburg, erste freiwillige Verstaatlichung
- Julius Blüthner Pianofortefabrik,  Leipzig
- Kathi Rainer Thiele, Halle (Saale)
- Pfunds Molkerei, Dresden
- Schilling, Glockengießer, Apolda
- Walzenmühle, Coßmannsdorf bei Freital in Sachsen
- Amalienbrunnen, Mineralwasser,  Sömmerda
- Bienertmühle, Dresden-Plauen
- C. F. Lücke, Briefmarkenalben, Leipzig, dann zu Schaubek-Verlag
- Kunstschmiede Berlin
- Landskronbrauerei, Görlitz
- Schilkin Wodka, Berlin
- Wagner & Apel Porzellan, Thüringen
- Arlt, Textildruckunternehmen, Schönheide im Erzgebirge
- Krause Krankenfahrzeugtechnik, Leipzig
- Farbwerke Bannier & Hahnefeld, Cunsdorf, Sachsen
- Artur Kunz, Inhaber von Margon, dann zu VEB Margon
- Gebrüder Müller, Armaturenfabrik, Freiberg in Sachsen
- Richard Nagetusch, Karosseriebauer, Dresden
- Richard Berger KG Papierfabrik, Wolkenburg
- M. & P. Händel, Lederhandschuhfabrik, Grimma
- C. H. Müller GmbH, Buntweberei, Reichenbach in Vogtland
- S.F. Fischer Spiel- und Holzwarenfabrik Oberseiffenbach
- Rudolf Arnold KG, Lampenschirme und Leuchten Meerane (Sachs)
- außerdem einige Buchverlage, Buchdruckereien, Buchhandlungen, Antiquariate, Spielzeugfabriken, Orgelbaufirmen und weitere (Familien-)Unternehmen, die regional tätig und bekannt waren.

## Auswirkungen
Am 9. Juli 1972 verabschiedete der DDR-Ministerrat ein weiteres Gesetz über die Umwandlung privater kleiner und mittelständischer Unternehmen in Volkseigene Betriebe. Am 13. Juli 1972 meldete Erich Honecker an den KPdSU-Generalsekretär Leonid Breschnew den Abschluss der Kampagne: 11.800 kleine und mittelständische Unternehmen, darunter 6.700 Betriebe mit staatlicher Beteiligung, 3.400 private Unternehmen in Industrie und Bauwesen sowie 1.700 Produktionsgenossenschaften des Handwerks (PGH) waren verstaatlicht worden.
Zusammen hatten diese  Unternehmen bis zu dieser Zeit etwa 15 Prozent der DDR-Industrieproduktion erwirtschaftet.
Seitdem gab es private Kleinbetriebe nur noch vereinzelt im Handwerk,  Einzelhandel und Dienstleistungen, zum Beispiel Bäcker.

In den meisten dieser Unternehmen sank die Qualität der Produkte und die Wirtschaftsleistung danach deutlich.

„Letztlich war es ein Schuss, der nach hinten losging. Die verstaatlichten Betriebe sind irgendwo in irgendwelche volkseigenen Betriebe oder Kombinate eingegliedert worden. Und dort wurde dann schnell die Produktion umprofiliert, so dass die Produkte, die ursprünglich hergestellt worden waren, oft nicht mehr hergestellt wurden – und dann fehlten sie im Handel. Damit wurde dem Konsumbereich ein Bärendienst erwiesen.“

Für zahllose Unternehmer und deren Familien waren die Folgen in vielerlei Weise weitreichend und stellten einen schmerzhaften Bruch in ihren Biographien dar. Oft wurden dabei seit Jahrzehnten oder Jahrhunderten bestehende Traditionslinien erheblich  beschädigt oder sogar vernichtet, mitunter verbunden mit persönlich weitreichenden Folgen.